# Ígor I de Kiev
Ígor I ou Inguar I (em nórdico antigo: Ingvar; m. 945) foi um monarca varegue da Rússia de Quieve de 912 a 945. O pouco que se sabe sobre ele está Crônica de Nestor. Especula-se que as crônicas não discorreram muito sobre este reinado devido ao fato da região estar sob controle da Cazária neste período. Também há dúvidas se Ígor teria sido filho de Rurique.

## História
Ígor sitiou Constantinopla em 941, no qual sua frota foi totalmente destruída pelo fogo grego. Em 944, após ameaçar nova campanha, firmou um tratado com o imperador, cujo texto pode ser encontrado na Crônica Primeira). Em 913 e em 944, os rus' realizaram vários raides contra os árabes no Mar Cáspio.
Revisando a cronologia da Crônica de Nestor, Constantine Zuckerman afirma que Ígor reinou por apenas três anos, entre o verão de 941 até a sua morte em 945. Ele explica as poucas informações sobre o reinado na Crônica pela dificuldade do autor em interpretar as fontes bizantinas. Nada se relata sobre as atividades de Ígor antes de 941.
Ígor foi morto ao fazer coleta de tributos dos drevlianos em 945, sendo posteriormente vingado por sua esposa Olga. A Crônica Primeira associa sua morte à sua excessiva ganância, indicando que tentava coletar tributos pela segunda vez em um único mês. Como resultado, Olga modificou o sistema de coleta de tributos (poliudie).